# فرانسوا ديليسل
فرانسوا ديليسل هو كاتب سيناريو ومنتج أفلام ومخرج كندي، ولد في 22 مارس 1967 في مونتريال في كندا.

## وصلات خارجية
- فرانسوا ديليسل على موقع IMDb (الإنجليزية)
- فرانسوا ديليسل على موقع ألو سيني (الفرنسية)
- فرانسوا ديليسل على موقع أول موفي (الإنجليزية)
- فرانسوا ديليسل على موقع قاعدة بيانات الفيلم (الإنجليزية)
- فرانسوا ديليسل على موقع كينوبويسك (الروسية)